# Rhabdolichops
Genre
Rhabdolichops est un genre de poissons gymnotiformes de la famille des Sternopygidae.

## Distribution
Les espèces de ce genre se rencontrent en Amérique du Sud.

## Description
Ce sont des poissons électriques.

## Liste des espèces
Selon FishBase (4 juin 2010) :
- Rhabdolichops caviceps (Fernández-Yépez, 1968)
- Rhabdolichops eastwardi Lundberg & Mago-Leccia, 1986
- Rhabdolichops electrogrammus Lundberg & Mago-Leccia, 1986
- Rhabdolichops jegui Keith & Meunier, 2000
- Rhabdolichops lundbergi Correa, Crampton & Albert, 2006
- Rhabdolichops navalha Correa, Crampton & Albert, 2006
- Rhabdolichops nigrimans Correa, Crampton & Albert, 2006
- Rhabdolichops stewarti Lundberg & Mago-Leccia, 1986
- Rhabdolichops troscheli (Kaup, 1856)
- Rhabdolichops zareti Lundberg & Mago-Leccia, 1986

## Publication originale
- Eigenmann & Allen, 1942 : Fishes of western South America. I. The intercordilleran and Amazonian lowlands of Peru. II.- The high pampas of Peru, Bolivia, and northern Chile. With a revision of the Peruvian Gymnotidae, and of the genus Orestias. University of Kentucky, p. 1-22.